# Nature Cat
Nature Cat – amerykański serial animowany, który swoją światową premierę miał 25 listopada 2015 roku na US kanale PBS Kids i jest tworzony przez Adam Rudman, David Rudman i Todd Hannert.

## Fabuła
Serial śledzi Freda, kota domowego, który marzy o odkrywaniu na zewnątrz. Kiedy rodzina wyjeżdża na cały dzień, zmienia się w kota natury, który nie może się doczekać wycieczek przyrodniczych na podwórku. Jednak Fred ma jeden problem: nie ma instynktu dla natury. Poprzez doświadczenie uczenia się bohaterów, seria ta ma na celu zachęcenie dzieci do podobnego zaangażowania i rozwoju zrozumienia natury.

## Obsada
- Taran Killam jako Nature Cat
- Kate McKinnon jako Squeeks
- Kate Micucci jako Daisy
- Bobby Moynihan jako Hal
- Kenan Thompson jako Ronald
- Chris Parnell jako Sir Galahad, Announcer, Houston
- David Rudman jako Leo the Mammoth[1]
- Stephanie D'Abruzzo jako Alice the Butterfly[1]
- Bobby Lee jako MC Ferret[1]
- James Monroe Iglehart[1] jako Michael Bluejay
- Leslie Carrara-Rudolph jako Gracie the Toad, Sadie Dog, Rat
- Joey Rudman[1]
- Joey Mazzarino
- Fred Armisen jako Herbert the Hermit Crab[1]
- Rachel Dratch jako Flo the Heron[1], Lulu Ladybug
- Cobie Smulders jako Nature Dog
- Dennis Singletary
- Tom Blandford
- Richard Traub
- Lauren Lapkus jako Lola the Flamingo
- Christopher Jackson
- Cecily Strong jako Petunia Bunny
- Emily Lynne jako One Eared Winnie (Gwendolyn)
- Jeanne Fishman jako Kathy
- Jack Shulruff
- Erica Broder
- Tyler Bunch jako Twig Stickman, Johnny Spins
- Chris Kratt i Martin Kratt jako Chris i Martin Batt
- Paul F. Tompkins jako Chandler the Toad